# Aureliano López Becerra

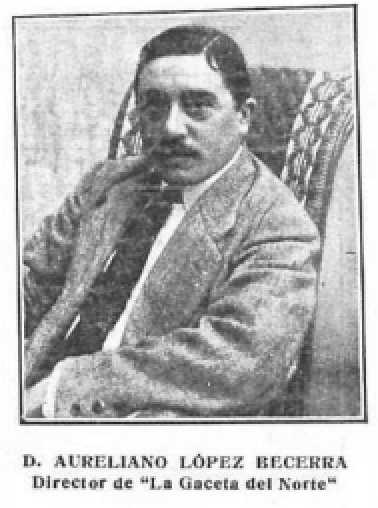
Aureliano López Becerra, c. 1916

Aureliano López Becerra (Irún, 28 de febrero de 1880-Bilbao, 13 de febrero de 1955) fue un periodista español.

## Biografía
Nació en la localidad de Irún 28 de febrero de 1880. Cursó estudios de derecho en la Universidad de Salamanca, si bien desde temprana edad se acabaría dedicando al periodismo. Entró a trabajar en el diario La Gaceta del Norte de Bilbao, publicación de la que acabaría siendo director. Firmaría sus artículos bajo el pseudónimo de «Desperdicios», por el cual se hizo muy conocido. También llegó a ejercer el cargo de presidente de la Asociación de la Prensa de Bilbao. Hacia 1951, a petición propia, López Becerra fue relevado de sus responsabilidades como director de La Gaceta del Norte. Falleció en Bilbao el 13 de febrero de 1956.